# Marica (mitologia)
Marica (także Marika) – w mitologii rzymskiej nimfa wodna.
Uchodziła za żonę Faunusa i matkę Latynusa. Identyfikowano ją z Wenus, Dianą lub ubóstwioną Kirke. Była czczona w miejscowości Minturnae w Lacjum, gdzie posiadała swój święty gaj nad rzeką Liris.